# Carmen de Tonchalá
Carmen de Tonchalá es un centro poblado perteneciente al Corregimiento Sector Sur del municipio colombiano de Cúcuta (Norte de Santander)
En él vivía Juana Rangel de Cuéllar al momento de firmar las escrituras de donación de los terrenos donde se fundó Cúcuta. Fue creado por medio del acuerdo n.º 18 del 28 de mayo de 1880 y ratificado por el acuerdo 17 de 13 de septiembre de 1882. Su área total es de 42,17 km² (0,7 km² urbana) que equivalen a 3,7% del municipio de Cúcuta. El acuerdo 053 de 1993, lo llevó a la categoría de patrimonio histórico del departamento.